# The Gorgon Cult
The Gorgon Cult — третий полноформатный студийный альбом итальянской метал-группы Stormlord, вышедший в 2004 году.

## Об альбоме
Композиция под названием The Gorgon Cult повествует о древнегреческом мифе, участниками которого являются Медуза Горгона и Персей. Композиция Medusa’s Coil написана по мотивам одноимённого совместного произведения Говарда Филлипса Лавкрафта и Zealia Bishop. Обложку для альбома выполнил Жан-Паскаль Фурнье. Композиция Moonchild является одноимённой кавер-версией композиции группы Iron Maiden.
Российское лицензионное издание альбома, выпущенного лейблом CD-Maximum, содержит видеоклип на композицию I am Legend, которая отсутствует на данном релизе. Японское издание альбома содержит в качестве бонуса композицию A Sleeping River продолжительностью 1:59.

## Список композиций
1. The Torchbearer — 0:59
2. Dance of Hecate — 5:06
3. Wurdulak — 4:09
4. Under the Boards (195, M.A.) — 5:41
5. The Oath of the Legion — 4:53
6. The Gorgon Cult — 4:49
7. Memories of Lemuria — 3:30
8. Medusa’s Coil — 5:16
9. Moonchild — 4:59 (кавер-версия композиции группы Iron Maiden)
10. Nightbreed — 5:52
11. A Sleeping River — 1:59 (бонус-трек на японском издании)

## Участники записи
- Кристиано Борчи — скриминг, гроулинг;
- Pierangelo Giglioni — гитара;
- Джанпаоло Каприно — гитара;
- Франческо Буччи — бас-гитара;
- Simone Scazzocchio — клавишные;
- Давид Фолчитто — ударные.